# Appenwihr

Appenwihr este o comună în departamentul Haut-Rhin din estul Franței. În 2009 avea o populație de 554 de locuitori.

## Evoluția populației
| An        | 1975 | 1982 | 1990 | 1999 | 2006 | 2009 |
| --------- | ---- | ---- | ---- | ---- | ---- | ---- |
| Populație | 228  | 376  | 417  | 443  | 446  | 554  |